# Apice
Apice község (comune) Olaszország Campania régiójában, Benevento megyében.

## Fekvése
A megye délnyugati részén fekszik, 70 km-re északkeletre Nápolytól, 13 km-re keletre a megyeszékhelytől. Határai: Ariano Irpino, Bonito, Buonalbergo, Calvi, Melito Irpino, Mirabella Eclano, Montecalvo Irpino, Paduli, San Giorgio del Sannio, Sant’Arcangelo Trimonte és Venticano.

## Története
A település első említése a 8. századból származik, de a régészeti leletek tanúsága szerint már az ókorban lakott vidék volt. A következő századokban nemesi birtok volt. A 19. században nyerte el önállóságát, amikor a Nápolyi Királyságban felszámolták a feudalizmust.

## Népessége
A népesség számának alakulása:

## Főbb látnivalói
- Santa Maria Assunta in Cielo-templom
- San Nicola-templom
- San Lorenzo-templom